# DR1
DR1 (DR Et) – duński kanał telewizyjny, stanowiący jedną z anten publicznego nadawcy DR i posiadający w Danii status programu pierwszego telewizji publicznej.
Został uruchomiony w 1951 roku i jest najstarszą duńską stacją telewizyjną. W ramówce największy nacisk kładziony jest na informację i publicystykę, ale – podobnie jak większość publicznych „jedynek” – kanał nadaje również audycje rozrywkowe i kulturalne, a także filmy i seriale, tak aby trafiać do jak najszerszego grona odbiorców.

## Dostępność
Stacja dostępna jest w Danii w cyfrowym przekazie naziemnym, który obejmuje również południową Szwecję i znaczną część niemieckiego kraju związkowego Szlezwik-Holsztyn. Ponadto można ją znaleźć we wszystkich duńskich sieciach kablowych i na platformach cyfrowych, gdzie tradycyjnie zarezerwowana jest dla niej pierwsza pozycja w dekoderach. Przekaz satelitarny jest w całości kodowany. 
Kanał można oglądać bezpłatnie w internecie na platformie DR TV, ale usługa ta jest dostępna wyłącznie dla użytkowników z duńskim adresem IP.